# Pick Aréna
Pick Aréna – wielofunkcyjna hala sportowa w Segedynie na Węgrzech, wybudowana w latach 2019–2021 i otwarta 9 grudnia 2021 meczem Picku Szeged z THW Kiel (30:26) w Lidze Mistrzów. Jej trybuny mogą pomieścić 8143 widzów.
Pick Aréna była jedną z hal, na której odbywały się Mistrzostwa Europy w Piłce Ręcznej Mężczyzn 2022.

## Mecze Mistrzostw Europy Piłkarzy Ręcznych 2022
Na obiekcie rozegranych zostało sześć meczów grupy C Mistrzostw Europy Piłkarzy Ręcznych 2022:
| 13 stycznia 202218:00 | Serbia        | 31:23(17:11) | Ukraina         | Pick Aréna, Segedyn Sędzia: Lars Jørum, Håvard Kleven |
| 13 stycznia 202218:00 | Lazar Kukić 7 | 31:23(17:11) | 6 Dmytro Horiha | Pick Aréna, Segedyn Sędzia: Lars Jørum, Håvard Kleven |
| 13 stycznia 202218:00 | 3× · 1×       | 31:23(17:11) | 6× · 1×         | Pick Aréna, Segedyn Sędzia: Lars Jørum, Håvard Kleven |

| 13 stycznia 202220:30 | Chorwacja    | 22:27(11:13) | Francja       | Pick Aréna, Segedyn Sędzia: Václav Horáček, Jiří Novotný |
| 13 stycznia 202220:30 | Ivan Čupić 6 | 22:27(11:13) | 7 Hugo Descat | Pick Aréna, Segedyn Sędzia: Václav Horáček, Jiří Novotný |
| 13 stycznia 202220:30 | 3× · 2× · 1× | 22:27(11:13) | 1× · 2×       | Pick Aréna, Segedyn Sędzia: Václav Horáček, Jiří Novotný |

| 15 stycznia 202218:00 | Francja      | 36:23(17:11) | Ukraina         | Pick Aréna, Segedyn Widzów: 8143 Sędzia: Boris Mandák, Mário Rudinský |
| 15 stycznia 202218:00 | Dylan Nahi 5 | 36:23(17:11) | 7 Dmytro Horiha | Pick Aréna, Segedyn Widzów: 8143 Sędzia: Boris Mandák, Mário Rudinský |
| 15 stycznia 202218:00 | 4× · 1×      | 36:23(17:11) | 2× · 3× · 1×    | Pick Aréna, Segedyn Widzów: 8143 Sędzia: Boris Mandák, Mário Rudinský |

| 15 stycznia 202220:30 | Chorwacja                      | 23:20(11:9) | Serbia               | Pick Aréna, Segedyn Widzów: 8143 Sędzia: Robert Schulze, Tobias Tönnies |
| 15 stycznia 202220:30 | Ivan Čupić 6 Ivan Martinović 6 | 23:20(11:9) | 5 Bogdan Radivojević | Pick Aréna, Segedyn Widzów: 8143 Sędzia: Robert Schulze, Tobias Tönnies |
| 15 stycznia 202220:30 | 6× · 1×                        | 23:20(11:9) | 4× · 1×              | Pick Aréna, Segedyn Widzów: 8143 Sędzia: Robert Schulze, Tobias Tönnies |

| 17 stycznia 202218:00 | Ukraina            | 25:38(13:18) | Chorwacja                       | Pick Aréna, Segedyn Widzów: 4038 Sędzia: Bogdan Stark, Romeo Ștefan |
| 17 stycznia 202218:00 | Dmytro Artemenko 5 | 25:38(13:18) | 7 Ivan Martinović 7 Marin Šipić | Pick Aréna, Segedyn Widzów: 4038 Sędzia: Bogdan Stark, Romeo Ștefan |
| 17 stycznia 202218:00 | 5× · 1×            | 25:38(13:18) | 5× · 1×                         | Pick Aréna, Segedyn Widzów: 4038 Sędzia: Bogdan Stark, Romeo Ștefan |

| 17 stycznia 202220:30 | Francja       | 29:25(16:7) | Serbia               | Pick Aréna, Segedyn Widzów: 4038 Sędzia: Vaidas Mažeika, Mindaugas Gatelis |
| 17 stycznia 202220:30 | Kentin Mahé 6 | 29:25(16:7) | 7 Bogdan Radivojević | Pick Aréna, Segedyn Widzów: 4038 Sędzia: Vaidas Mažeika, Mindaugas Gatelis |
| 17 stycznia 202220:30 | 5× · 1×       | 29:25(16:7) | 4× · 2×              | Pick Aréna, Segedyn Widzów: 4038 Sędzia: Vaidas Mažeika, Mindaugas Gatelis |